# Mohamed Slim Ben Othman
Pour les articles homonymes, voir Ben Othman.
Mohamed Slim Ben Othman (arabe : محمد سليم بن عثمان), né le 18 novembre 1989 à Tunis, est un footballeur tunisien évoluant au poste de milieu offensif entre 2009 et 2019.
En 2019, il devient le directeur sportif chargé des binationaux de la sélection tunisienne.
Il est le fils du footballeur Slim Ben Othman.

## Biographie
Slim Ben Othman joue en Tunisie, en Ukraine, en France, au Portugal et en Bulgarie.
Il joue notamment onze matchs en première division ukrainienne et 19 matchs en première division bulgare.